# Luxor System
 (транскр.  Луксор систем) је српско предузеће која бави производима за децу. Основано 1992. године од стране Ратомира Кутлешића, првобитно као Luxor Co. након чега је због обима посла Luxor Co. постало главна грана предузећа. Luxor System је постао један од највећих предузећа на Балкану која се бави производњом дечјих садржаја.

## Историја
Ратомир Кутлешић је 1992. године основао је фирму Luxor Co., која има сврху прављења производа за децу. Први производи налазе се у сфери издаваштва, Luxor је скупио домаће ауторе стрипова и издао три суперхеројске приче — Генерација Тесла, Борци сумрака и Ромеро, након чега је изашао магазин назван Стрип манија.
Године 1997, Luxor отвара своју издавачку кућу. Наредне године, Luxor издаје свој први албум са самолепљивим сличицама. Године 1999, почиње са производњом слаткиша — Luxor Conditori.
Своју прву сарадњу прави 2000. године са БК ТВ, радећи на Хуго пројекту, и три производа — албум са самолепљивим сличицама, какао крем блокови и Хуго слаткиши. Исте године, Luxor почиње са креирањем своје сопствене дистрибутивне мреже. Такође, отвара сопствени студио Loudworks (данас Облакодер), који служи за синхронизацију цртаног садржаја и за продукцију телевизијских видеа за своје производе.
Luxor 2001. године учествује у продукцији и постављању прве домаће интерактивне телевизијске игрице Тајни агент Изи и почиње са знатно већом производњом. Исте године отвара канцеларију у Подгорици, Luxor Placement.
У септембру 2004. године издаје магазин за децу под називом Бумеранг, који је постао један од најтиражнији домаћих магазина.
Године 2005. Luxor је почео са радом на пројекту Фактор 4 — стрипу, дугометражном филму и цртаном серијом од 20 минута. Наредне године, отвара канцеларије у Истанбулу, Luxor Istanbul, за тржиште Турске и Загребу, Luxor Media, за тршишта Хрватске, Босне и Херцеговине и Словеније.
Године 2008, прави дечији канал Ултра, на ком се налази дечије цртане и игране серије, за које је синхронизацију радио њихов студио, Loudworks (данас Облакодер). Затим, 2011. године прави канал Мини Ултра, који емитује садржај за млађу публику него онај који је присутан на каналу Ултра. Од 2019. године, оба канала су угашена.

## Гране
у свом власништву поседује: